# Robert Leiber
Pour les articles homonymes, voir Leiber.
Robert Leiber est né le 10 avril 1887 à Homberg (Deggenhausertal) en royaume de Wurtemberg et mort à Rome le 18 février 1967 , est un jésuite allemand, secrétaire particulier et proche conseiller de Pie XII durant tout son pontificat. Il est également professeur d'histoire ecclésiastique à l'université pontificale grégorienne de Rome de 1930 à 1960.
De 1924 à 1929, Robert Leiber est le conseiller d'Eugenio Pacelli, le futur Pie XII, quand celui-ci est nonce apostolique à Munich puis à Berlin, et enfin quand Pacelli devient Cardinal secrétaire d'État.
Durant la Seconde Guerre mondiale, Leiber devient le point de contact des résistants allemands qui veulent utiliser le pape comme médiateur dans des négociations avec le gouvernement anglais. Étant très proche du pape, mais n'ayant aucune fonction officielle au Vatican, Leiber est l'homme de l'ombre idéale pour toutes les missions secrètes ou non officielles du pape.
Durant toute la guerre, Leiber est en contact avec Josef Müller, puis Paul Franken qui le remplace quand Müller est arrêté en Allemagne. Leiber est un des maillons de la chaîne complexe de communication secrète entre la résistance allemande et les Alliés. Leiber peut être considéré comme une éminence grise de Pie XII

## Biographie
Robert Leiber est né le 10 avril 1887 à Homberg (Deggenhausertal) en royaume de Wurtemberg. Il entre dans la Compagnie de Jésus et devient secrétaire particulier et proche conseiller de Pie XII durant tout son pontificat. Il est également professeur d'histoire ecclésiastique à l'université pontificale grégorienne de Rome de 1930 à 1960.
De 1924 à 1929, Robert Leiber est le conseiller d'Eugenio Pacelli, le futur Pie XII, quand celui-ci est nonce apostolique à Munich puis à Berlin, et enfin quand Pacelli devient Cardinal secrétaire d'État.
À partir de 1939, Leiber assiste Pie XII dans la rédaction de ses textes et messages radios. Toutefois Leiber, bien qu'en communication constante avec Pie XII, ne dispose d'aucune fonction officielle.
Mark Riebling (en) écrit que, pour les opérations « clandestines » (comme prendre contact avec la résistance allemande), le père Leiber est l'homme idéal. Très proche du pape, il n'exerce pourtant aucune fonction officielle au Vatican, il n'est présent dans « aucun organigramme ». Ainsi, en cas d'échec ou de scandale, le Vatican est toujours en mesure de déclarer « qu'il n'est au courant de rien », qu'il n'a jamais su ce que ce prêtre disait ou faisait. Rien ne le relie officiellement au pape, ou à la Curie.
Lorsque Josef Müller, envoyé par la résistance allemande se rend à Rome pour rencontrer le pape, il se met en contact avec Ludwig Kaas. Celui-ci le renvoie vers le père Robert Leiber. Le père Leiber sera alors l'intermédiaire entre Josef Müller et Pie XII. La première rencontre se fait en septembre 1939, il rencontre le père Leiber et lui demande si le pape aiderait la résistance allemande à communiquer avec les Anglais. Leiber ne promet rien et reste évasif, Müller rentre à Munich. Lorsque le père Leiber présente la requête des Allemands, le pape accepte immédiatement de servir d'intermédiaire entre Londres et les Allemands. Au retour de Muller mi-octobre, le père Leiber lui annonce la « bonne nouvelle »,,,.

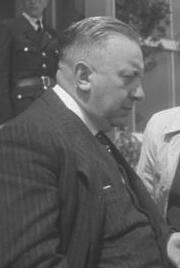
Josef Müller en 1948.

Le « cercle des résistants de l'Abwehr » envoie au Vatican des informations sur la prochaine invasion à l'Ouest des troupes allemandes. Leur demande est que le pape fasse suivre aux gouvernements alliés ces données. Josef Müller se rend à Rome pour indiquer au père Robert Leiber que l'invasion est imminente. La première notification par le pape d'une prochaine invasion est faite en janvier 1940. Le pape informe le 11 janvier 1940 le diplomate anglais Sir D'Arcy Osborne que l'Allemagne va envahir la France par la Hollande et la Belgique (qui sont neutres), dans un délai très court. Le diplomate reste sceptique, mais informe néanmoins ses confrères et son gouvernement. Au départ, les Anglais redoutent un piège, une opération d'intoxication faite par les services d'espionnage allemand (comme pour l'incident de Venlo). Les réunions secrètes répétées du pape, son insistance finissent par convaincre l'ambassadeur et le gouvernement anglais « qu'un complot sérieux » se trame en Allemagne. Ils accordent alors leur confiance au pape et acceptent de discuter avec les résistants via son intermédiaire. En mars 1940, la confiance est établie entre les différents protagonistes, et il se met en place un canal de communication complexe entre les résistants allemands et le gouvernement anglais permettant d'envoyer des questions et des réponses dans les deux sens : le colonel Hans Oster donne son message à Josef Müller qui le transmet via le père Leiber au pape Pie XII, qui le remet à Osborne qui le câble enfin à Londres (via message diplomatique crypté). Les messages dans l'autre sens suivent le même chemin. Au total, sept communiqués sont échangés d'un bout à l'autre, dans une atmosphère « tendue ». Mi-mars, un accord est trouvé entre les Anglais et les résistants allemands. Les comploteurs allemands sont satisfaits, le pape lui-même est confiant qu'Hitler soit tué avant la fin du mois. Mais à la fin du mois rien ne se passe, le pape, dépité, indique à Osborne qu'il n'a aucune nouvelle des comploteurs.
Tout au long de la guerre, le père Leiber va rester un intermédiaire entre Pie XII et la résistance allemande au nazisme, d'abord grâce à Josef Müller qu'il rencontre fréquemment jusqu'en avril 1943, date à laquelle Müller est arrêté par la Gestapo,,. Au cours des trois premières années du conflit, Müller va faire plus de 150 voyages entre l'Allemagne et le Vatican, et rencontrer à chaque fois le père Leiber. Puis ce sera Paul Franken qui sera envoyé par les résistants comme messager en remplacement de Müller.
Contact avec d'autres espions
Müller ne sera pas le seul espion en contact avec le père Leiber. Alfred von Kageneck, recruté en 1940 par le RSHA « chercher des informations à Rome » va également rencontrer plusieurs fois le père Leiber. Les deux hommes, qui se connaissent d'avant la guerre, se rencontrent et discutent, mais Kageneck avoue très vite au jésuite qu'il travaille pour les services d'espionnage nazis. Après en avoir référé au pape, le père Leiber reçoit l'ordre papal de « continuer à voir son ami », mais en lui transmettant des informations que le Vatican aura « soigneusement sélectionnées »,.
L'OSS envoie en décembre 1944 un agent, Martin Quigley, pour espionner le Vatican. Officiellement « représentant de l'industrie cinématographique américaine », Quigley réussi à se lier avec plusieurs ecclésiastiques, dont le père Leiber. Mais le Vatican découvre la véritable mission de Quigley, et profite de ses rencontres avec le père Leiber pour transmettre discrètement des messages et documents qu'il souhaite voir arriver à la connaissance des services américains. Leiber rencontrera d'autres officiers de renseignements américains, comme Raymond G. Rocca (membre du contre-renseignement américain).
Le père Leiber est également en contact régulier avec une cellule secrète montée par des religieux allemands, sous la direction du père Rösch. Ces hommes qui vivent dans une semi-clandestinité sont chargés de transmettre des courriers entre les structures de l’Église en Allemagne (évêchés, nonciatures apostoliques), de manière sécurisée, en échappant à la surveillance des services secrets allemands. Le point de contact cette structure clandestine, dénommée « le comité », avec le pape est le père Leiber,.
Le conseiller du pape
Le père Leiber, qui est le plus proche conseiller du pape, estimera que le pape « était allé beaucoup trop loin » dans son aide à la résistance. Mais il ne parviendra pas à le faire revenir sur sa décision. Quand le père Leiber et Mgr Ludwig Kaas, effrayés par la tournure des événements et les menaces proférées par les nazis (menace d'invasion du Vatican),, tentent de faire pression sur le pape pour qu'il stoppe ses contacts avec les résistants allemands, celui-ci refusera sèchement,,,.
En mai 1942, le pape apprend d'un témoin l'ampleur du génocide des juifs. Fin juillet (ou début août), le pape décide de publier une protestation officielle dans le journal L'Osservatore Romano. Le père Leiber découvre le texte par hasard, il s'agit de la « protestation la plus vigoureuse jamais formulée à l'époque contre la persécution des juifs ». Le prêtre va insister fortement pour que le pape ne publie pas le texte, lui rappelant ce qui est arrivé en juillet 1942 : après la publication d'une lettre pastorale de l'épiscopat hollandais, les nazis ont déclenché des rafles systématiques de juifs hollandais dans tout le pays, y compris les convertis au catholicisme, jusque dans les couvents. Au total 40 000 juifs hollandais ont été déportés et exterminés. Le père Leiber met en avant que si une protestation d'évêques a coûté 40 000 vies, combien coûterait une protestation du pape ? Le pape cède et renonce à son texte. Leiber détruit la note manuscrite du pape,.
Leiber meurt à Rome le 18 février 1967 .